# گوئن آیفل
گوئن آیفل (انگلیسی: Gwen Ifill; ۲۹ سپتامبر ۱۹۵۵ – ۱۴ نوامبر ۲۰۱۶) یک روزنامه‌نگار، گوینده اخبار، و نویسنده اهل ایالات متحده آمریکا بود.
از برنامه‌های تلویزیونی که وی در آن نقش داشته‌است می‌توان به ساعت خبری با جیم لهرر اشاره کرد. آیفل که تحلیل‌گر سیاسی نیز بود در سال‌های ۲۰۰۴ و ۲۰۰۸ اجرای مناظره‌های انتخاباتی معاونت ریاست جمهوری آمریکا را بر عهده داشت. وی در سال ۲۰۰۸ به خاطر برنامه تلویزیونی واشینگتن ویک برنده جایزه پیبادی شد.